# Oceanografija
Oceanografija (Ocean + grčki γράφειν = pisati), također zvana oceanologija, znanost o zemljinim oceanima i njihovih međusobno povezanih ekosustava te kemijskih i fizičkih procesa. Postoje pet glavnih područja unutar znanosti: definicija oceanografije je jednostavna, ona je znanost o oceanima.
- biološka oceanografija ili pomorska biologija je znanost o oceanskim biotima i njihovim ekološkim interakcijama;
- kemijska oceanografija je znanost o kemiji oceana;
- geološka oceanografija ili pomorska geologija uključuje tektoniku ploča i ostale znanosti o oceanskom dnu;
- meteorološka oceanografija se bavi pitanjem kako atmosfera i ocean međusobno djeluju unutar hidrosfere;
- fizikalna geografija koja se bavi fizikalnim obilježjima oceana (kao što su valovi, struje te struktura temperature i slanoće).

## Povijest oceanografije
Rana istraživanja oceana su bila ograničena na njegovu površinu i malobrojna stvorenja koja su ribari vadili u svojim mrežama. Međutim kada su Bougainville i Cook izveli svoja istraživanja u južnom Pacifiku u svojim su izvještajima spomenuli i mora koja su posjetili. Sir James Clark Ross je poduzao 1840. prvo moderno mjerenje dubine mora, Charles Darwin je objavio radnju o grebenima i oblikovanju atola, ali ipak postojanje ogromne strmine iza kontinentalnih šelfova nije otkriveno sve do 1849. Mauryjeva Fizikalna geografija mora iz 1855. je bio prvi udžbenik iz oceanografije. Polaganje sjevernoatlantskog telegrafskog kabla potvrdilo je prisutnost srednjooceanskog hrpta.
Nakon sredine 19. stoljeća kada su znanstvena društva prolazila kroz poplavu novih terestričkih botaničkih i zooloških informacija, europski povjesničari prirode počeli su osjećati nedostatak više nego anegdotskih znanja o oceanima. Počeci oceanografije kao kvantitativne znanosti zapravo su započeli 1872. kada su Charles Wyville Thompson i John Murray (oceanograf) krenuli u Challenger ekspediciju (1872. – 76.). Ubrzo su ostali europski i američki narodi poslali znanstvene ekspedicije (kao što su učinili mnogi privatni pojedinci i institucije), a osnovani su i instituti posvećeni proučavanju oceanografije. Četiri najvažnija u Sjedinjenim Državama jesu Oceanografski institut Scripps, Oceanografski institut Woods Hole, Opservatorij Lamont-Doherty, i Sveučilište washingtonske škole oceanografije. Najvažnija nova institucija u Britaniji jest Southamptonski oceanografski centar.
Prva međunarodna oceanografska organizacija stvorena je 1901. pod imenom Međunarodno vijeće za istraživanje mora. 1921. godine u Monaku je osnovan Međunarodni hidrografski ured (IHB). Kasnije je 1966. Kongres SAD-a stvorio Nacionalni savjet za pomorska bogatstva i tehnički razvoj u čijoj je nadležnosti bilo istraživanje i proučavanje svih aspekata oceanografije. Također je omogućio da Nacionalni znanstveni zavod novčano podupre ljude koji su obavljali ta proučavanja na polju oceanografije.

## Poznati hrvatski oceanografi
Poznati hrvatski oceanografi kroz povijest su: Artur Gavazzi, Grgur Bučić, Ante Ercegović, Josip Goldberg, Ambroz Haračić i drugi, a pionirski doprinos hrvatskoj i svjetskoj oceanografiji dali su svojim pisanjem Ruđer Bošković, Nikola Sagroević, Federiko Grisogono, Markantun Dominis, Faust Vrančić, Franjo Petrić.

## Više informacija
- Harald Sverdrup
- Hidrografija
- Jacques-Yves Cousteau
- Merkator projekt
- Plimna rezonanca

### Srodne discipline
- Geoznanost
- Limnologija
- Hidrologija

#### Vanjski poveznice
- Hrvatski institut za oceanografiju i ribarstvo